# Pol (matematisk)
 For alternative betydninger, se Pol. (Se også artikler, som begynder med Pol)
Pol er et begreb indenfor matematikken.
Ved keglesnittene vil de punkter, der tillige med et givet punkt deler korder gennem det givne punkt harmonisk, ligge på en ret linje; det givne punkt kaldes pol for linjen som polar. Polaren går gennem rRøringspunkterne for de to tangenter fra polen til keglesnittet; til hver linje som polar svarer altså ét punkt som pol og omvendt. Går et punkt A's polar gennem et andet punkt B, vil B's polar gå gennem A. Ved en keglesnitsflade svarer til et vilkårligt punkt som pol en polarplan, defineret på samme måde som polaren og gående gennem røringskeglesnittet for den om keglesnitsfladen omskrevne kegleflade, der har toppunkt i polen. Den reciprokke polarfigur til en given figur med hensyn til en keglesnitsflade dannes af polerne og polarplanerne til den givne figurs planer og punkter. Til punkter i samme plan eller samme rette linje i den ene figur svarer i den anden figur planer gennem samme punkt ell. samme rette linje; dobbeltforhold i den ene figur er lige store med de tilsvarende dobbeltforhold i den anden. Fra egenskaber ved den ene figur kan man altså slutte sig til egenskaber ved den anden; denne metode til overførelse af sætninger, der skyldes Jean-Victor Poncelet, giver samme resultater som dualiteten, men tænker sig en bestemt indbyrdes beliggenhed af de dualistisk forbundne figurer. På analog måde kan man i en plan danne reciprokke polarfigurer med hensyn til et keglesnit i planen.
Teorien om pol og polar, hvis grundlag allerede findes i oldtidens græske geometri, er væsentlig opbygget af Philippe de La Hire og (for keglesnitsfladerne) af Gaspard Monge. Den er af Étienne Bobillier og Julius Plücker udvidet til alle plane algebraiske kurver og danner fundamentet for disses almindelige teori. Et punkt O har med hensyn til en kurve af n'te orden en 1. polarkurve af ordenen n—1, der går gennem røringspunkterne for tangenterne fra O til kurven, en 2. polarkurve af ordenen n—2, der afledes af den 1. på samme måde som denne af den forelagte kurve osv., endelig en retlinet n—1'te polar, polarlinien. På en vilkårlig sekant gennem O vil den reciprokke værdi af O's afstand fra skæringspunktet med polarlinien være middeltallet af de reciprokke værdier af O's afstande fra skæringspunkterne med kurven; falder O uendeligt fjernt, er polarlinien diameter for korder i retningen ud til O. Analoge definitioner bruges ved de algebraiske flader. I den sfæriske geometri forstås ved en storcirkels pol endepunkterne af diameteren vinkelret på storcirklens plan. Ved en pol for en funktion f(x) forstås et punkt i planen, hvis punkter fremstiller x's værdier, i hvilket f(x) bliver uendelig, medens 1/f(x) er kontinuert i punktets omegn.